# Dartmouth College
Dartmouth College er et privatejet amerikansk universitet i Hanover, New Hampshire som tilhører gruppen af universiteter kaldet Ivy League.
Dartmouth College blev grundlagt i 1769 af Eleazar Wheelock og er blandt de kun ni universiteter i USA som grundlagt før den amerikanske revolution.
Det blev grundlagt som en skole til at uddanne oprindelige amerikanere i kristen teologi og engelsk kultur, men trænede hovedsageligt kongregationalistiske præster i dets tidlige historie før universitetet gradvist blev mere sekulært og omkring starten af det 20. århundrede gik fra at være relativt ukendt til et nationalt førende universitet.
Med omkring 6.400 studerende er Dartmouth det mindste universitet i Ivy League. Det er stor konkurrence om at blive optaget. I 2019 blev kun 7,9 % af ansøgerne optaget. De optagne havde en gennemsnitlig score på 1501 ud af maksimalt 1600 på den standardiserede adgangsprøve SAT.
Dartmouths hovedcampus ligger på et 109 ha stort område ved Connecticut-floden. Universitetet fungerer med et kvartalssystem med studieåret inddelt i fire 10-ugers perioder. Dartmouth er kendt for fokus på bachelorstudier, dets studenterorganisationer (fraternities og sororities) og et stort antal skoletraditioner.
Den første version af programmeringssproget BASIC blev udviklet på Dartmouth College i 1964.
Dartmouth er konsekvent blevet inkluderet blandt de højest rangerede universiteter i USA i flere rankinglister for universiteter.